# Maurice Kumar
Maurice Kumar (* 15. April 1986) ist ein deutscher Schauspieler und Modeunternehmer.

## Leben
Kumar spielte unter anderem die Rolle des Kebap in der Verfilmung von Emil und die Detektive aus dem Jahr 2001. Im Jahre 2015 gründete er die Firma Be'lieve die 2018 in die Believe Mode GmbH umfirmiert wurde. 

## Filmografie
- 1998: Kai Rabe gegen die Vatikankiller
- 2001: Die große Show der Sieger
- 2001: Emil und die Detektive